# Поликлиника №14 (Санкт-Петербург)
Городская поликлиника № 14 — Санкт-Петербургское государственное бюджетное учреждение здравоохранения. Расположено по адресу 2-й Муринский проспект, д. 35 литера А, на пересечении с Институтским проспектом. В состав учреждения входит обособленное структурное подразделение — поликлиническое отделение № 13, расположенное по адресу Тобольская улица, д. 4, отделение скорой медицинской помощи. Поликлиника оказывает лечебно-профилактические медицинские услуги взрослому населению амбулаторно и на дому. По данным за 2019 год численность прикрепленного населения составляет 73120 человек.

## Сведения об учреждении[1]
В поликлинике работают 16 отделений различной направленности, в том числе отделение реабилитации и дневной стационар. Численность сотрудников поликлиники составляет более 300 человек. Ежедневно поликлиника принимает около 2000 пациентов. Лечебные и диагностические кабинеты оснащены современным оборудованием. Дневной стационар рассчитан на 20 коек. В нем ежегодно проходят лечение 2400 человек. Активно внедряются современные цифровые технологии. Внедрена электронная амбулаторная карта, система управления очередями. С 2019 года поликлиника участвует в реализации новой модели медицинской организации, оказывающей первичную медико-санитарную помощь (бережливая поликлиника). Также учреждение является учебно-клинической базой СЗГМУ им. И. И. Мечникова.
С 2008 года главным врачом поликлиники является Панов Виктор Петрович — доктор медицинских наук, профессор кафедры общественного здоровья и здравоохранения СЗГМУ им. И. И. Мечникова заслуженный работник здравоохранения Российской Федерации, депутат муниципального образования Светлановское.
Профессиональная деятельность сотрудников амбулаторно-поликлинического учреждения не раз получала высокие оценки. В разные годы сотрудники поликлиники получали награды и почетные звания, входили в различные рейтинги медицинской направленности.

## История
Годом основания поликлиники считается 1918 год, когда в Лесном — пригородном участке Санкт-Петербурга (в то время Петрограда) была открыта «Лесная амбулатория для приходящих больных». Она находилась по адресу Муринский пр., д.54 около перекрестка со Спасской улицей (улица Карбышева). Первоначальное здание до настоящего времени не сохранилось. Здание, в котором сейчас располагается поликлиника, построено в 1931 году по проекту советского архитектора Н. А. Троцкого в стиле конструктивизм. Оно было двухэтажным и являлось частью архитектурного комплекса вместе со зданием мастерской (2-й Муринский проспект, д. 35 лит. Ж) и подстанцией (2-й Муринский проспект, д. 35 лит. Р). В начале XX века на месте пересечения 2-Муринского и Институтского проспектов находился круглый пруд с изгородью и деревянная церковь святых апостолов Петра и Павла. Церковь была разобрана в 1935 году, уже после строительства поликлиники, таким образом, легенда о строительстве поликлиники на месте церкви не имеет оснований.
Поликлиника обеспечивала население довольно крупного района «Лесное» первичной медицинской помощью, в том числе и в годы Великой Отечественной войны.
В период застройки района многоквартирными домами в 1960-х годах здание поликлиники было реконструировано, в частности, надстроено 3 этажом.
В 1988 году образовано территориальное медицинское объединение № 4, в которое, кроме поликлиники № 14, вошла поликлиника № 13 по адресу (Тобольская улица, д. 4). В 2001 году объединение реорганизовано в Государственное учреждение здравоохранения «Городская поликлиника № 14», а в 2011 году в поликлинике присоединено отделение скорой медицинской помощи.
В 2009—2013 годах выполнен капитальный ремонт обоих зданий и переоснащение их современным оборудованием по программе модернизации здравоохранения и в рамках национального проекта «Здоровье».